# Vacuümdestillatie

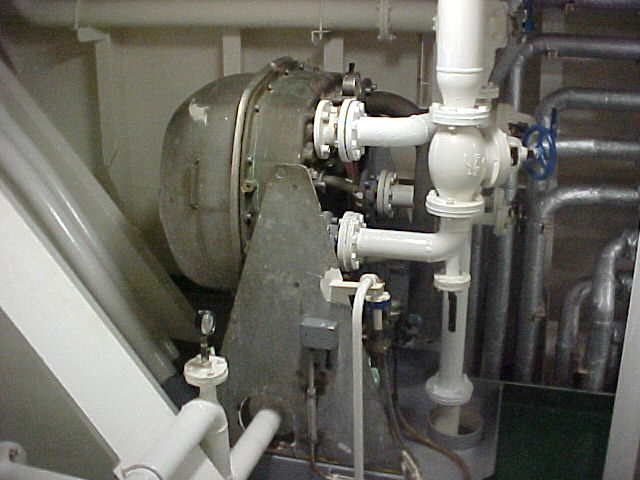
Watermaker (of verdamper) aan boord van het koelschip Klipper Stream.

Vacuümdestillatie is een destillatiemethode waarbij de druk boven de te destilleren oplossing wordt verlaagd tot onder de atmosferische druk. Hierdoor is het mogelijk om vloeistoffen bij een lagere temperatuur te destilleren. Vacuümdestillatie kan met of zonder verwarming worden toegepast. 

## Werking
Vacuümdestillatie werkt volgens het principe dat een vloeistof gaat koken als de dampspanning van de vloeistof de druk van het bovenliggende gas overschrijdt.
Dit proces wordt in de chemische industrie gebruikt voor vloeistoffen met een hoog atmosferisch kookpunt of vloeistoffen die chemisch veranderen bij een hogere temperatuur.

## Drinkwaterbereiding
Een veelgebruikte toepassing voor vacuümdestillatie is de watermaker aan boord van schepen of op plekken met een groot gebrek aan zoet water. Dit is veel efficiënter dan atmosferische destillatie, omdat het warme koelwater van de dieselmotoren kan worden gebruikt als verwarming. Dit koelwater heeft een temperatuur van 70 tot 80 graden Celsius - warmte die anders niet benut zou worden. Ook is er op schepen vaak behoefte aan (grote hoeveelheden) gedemineraliseerd water voor de stoomketel dat zo goedkoop kan worden gemaakt. 
Het destillatietoestel, de 'watermaker' of 'verdamper', bestaat uit een vat met onder en boven een pijpenbundel; hiertussen ligt de stoomzeef. Door de onderste pijpenbundel stroomt het koelwater van de machines, door de bovenste (koud) zeewater. De druk wordt met een ejector verlaagd tot een vacuüm van 90%, zeewater wordt aan de onderzijde toegevoerd en verdampt gedeeltelijk, de damp gaat door de stoomzeef en condenseert op de koude pijpen aan de bovenzijde en wordt opgevangen en afgevoerd. De stoomzeef dient ervoor kleine waterdruppeltjes die meekomen tegen te houden. Om een te hoog zoutgehalte van het verdampende zeewater tegen te gaan wordt er meer zeewater toegevoerd dan er wordt verdampt. Het overblijvende deel van het erg zoute zeewater noemt men brijn.
In de afvoer van het zoetwater zit een salinometer die meet hoeveel zouten er in het geproduceerde water zitten en die bij een te hoge waarde het water overboord afvoert. Tevens wordt er voor drinkwater ook nog een bacteriedodend middel (chloor) en wat natriumbicarbonaat (NaHCO3) toegevoegd. Dit laatste om het als drink- en waswater enigszins harder te maken, zodat zepen beter afspoelbaar worden.